# Pelham (Tennessee)
Pelham es un lugar designado por el censo ubicado en el condado de Grundy en el estado estadounidense de Tennessee. En el Censo de 2010 tenía una población de 403 habitantes y una densidad poblacional de 9,35 personas por km².

## Geografía
Pelham se encuentra ubicado en las coordenadas 35°20′3″N 85°52′13″O / 35.33417, -85.87028. Según la Oficina del Censo de los Estados Unidos, Pelham tiene una superficie total de 43.1 km², de la cual 43.1 km² corresponden a tierra firme y (0%) 0 km² es agua.

## Demografía
Según el censo de 2010, había 403 personas residiendo en Pelham. La densidad de población era de 9,35 hab./km². De los 403 habitantes, Pelham estaba compuesto por el 97.27% blancos, el 0.5% eran afroamericanos, el 0.74% eran amerindios, el 0% eran asiáticos, el 0% eran isleños del Pacífico, el 0% eran de otras razas y el 1.49% pertenecían a dos o más razas. Del total de la población el 0% eran hispanos o latinos de cualquier raza.